# Fassale
Fassale è uno dei quattro comuni del dipartimento di Bassikounou, situato nella regione di Hodh-Charghi in Mauritania. Nel censimento della popolazione del 2000 contava 10.982 abitanti.